# Chrapoń (gmina Siemiątkowo)
Chrapoń – wieś w Polsce, położona w województwie mazowieckim, w powiecie żuromińskim, w gminie Siemiątkowo..
W latach 1975–1998 miejscowość należała administracyjnie do województwa ciechanowskiego.